# Мокшанцев, Александр Александрович (1995)
Александр Александрович Мокшанцев (род. 17 февраля 1995, Пенза, Россия) — российский хоккеист, нападающий.

## Биография
Сын хоккеиста Александра Мокшанцева. Воспитанник хоккейного клуба «Локомотив» Ярославль. С 2011 по 2015 год выступал в Молодёжной хоккейной лиге за ярославский «Локо», в 2013 году сыграл 4 матча за команду «Локомотив»-ВХЛ. В сезоне 2013/14 дебютировал в Континентальной хоккейной лиге за «Локомотив», сыграл 3 матча. В 2015 году также играл за команду «Рязань».
Летом 2015 года перешёл в тольяттинскую «Ладу». В составе клуба провёл два сезона в КХЛ, сыграл 35 матчей, отдал 2 голевые передачи. В 2017 году подписал контракт с английской командой «Ноттингем Пантерс».